# Keglevich vodka
"Keglevich vodka" är en vodka framställd av ett italienskt bränneri. Bränneriet är uppkallat efter den ungerske greven Stephan Keglevich.
Marknadsföringen hänvisar till en sägen som säger att norditalienska herdar framställt vodkan med hjälp av jäst som de fann på bergsluttningar någon gång på 1340-talet. Spriten – i en givetvis outvecklad form – vidarebefordrades till dominikanermunkar vilka innehade en större kunskap i alkoholframställning, och som sedermera förädlade drycken.